# Associazione di diritto informatico della Svizzera italiana
L'Associazione di diritto informatico della Svizzera italiana, in acronimo ADISI, è un'associazione nata nel 2002, originata dalla convinzione che per essere efficace  l'utilizzazione delle tecnologie dell'informazione e della comunicazione (TIC) debba essere responsabile e sicura.
L'associazione informa e offre formazione sugli sviluppi della società dell'informazione, vale a dire di diritto informatico, e-government, e-learning, uso sicuro delle principali applicazioni informatiche.
Oltre al sito web principale, l'ADISI ha anche un blog, un wiki e varie piattaforme virtuali per la formazione. Inoltre, da ottobre 2003 a ottobre 2006, ADISI ha curato una trasmissione radiofonica dal titolo Tam Tam.